# Егоров, Тимофей Семёнович
Тимофей Семёнович Егоров (1920—1961) — капитан Советской Армии, участник Великой Отечественной войны, Герой Советского Союза (1943).

## Биография
Тимофей Егоров родился 10 июня 1920 года в селе Макушино (ныне — Опочецкий район Псковской области). Получил неполное среднее образование, окончил бухгалтерские курсы в Опочке, после чего работал налоговым инспектором. В 1940 году Егоров был призван на службу в Рабоче-крестьянскую Красную Армию. В 1942 году окончил Ростовское артиллерийское училище. С мая 1943 года — на фронтах Великой Отечественной войны. К октябрю 1943 года старший лейтенант Тимофей Егоров командовал батареей 439-го истребительно-противотанкового артиллерийского полка 1-й истребительно-противотанковой артиллерийской бригады 61-й армии Центрального фронта. Отличился во время битвы за Днепр.
8 октября 1943 года Егоров организовал переправу своей батареи через Днепр в районе села Любеч Репкинского района Черниговской области Украинской ССР и принял активное участие в боях на плацдарме и отражении шести немецких контратак. Участвовал в освобождении села Старая Лутава Лоевского района Гомельской области Белорусской ССР. В тех боях Егоров два раза был ранен, но не покинул свою батарею, продолжая руководить её действиями.
Указом Президиума Верховного Совета СССР от 24 декабря 1943 года старший лейтенант Тимофей Егоров был удостоен высокого звания Героя Советского Союза с вручением ордена Ленина и медали «Золотая Звезда».
В 1946 году в звании капитана Егоров был уволен в запас. Вернулся на родину, работал бухгалтером в сельпо. Скончался 30 ноября 1961 года.
Был также награждён двумя орденами Красного Знамени, орденами Александра Невского и Отечественной войны 1-й степени, рядом медалей.
В честь Егорова установлен обелиск в деревне Дреча Опочецкого района.